# Jojutla
Jojutla – miasto i gmina w Meksyku, w stanie Morelos, około 40 km na południe od stolicy stanu Cuernavaca.
W 2010 roku miasto liczyło 53 288 mieszkańców. Miasto zostało założone w marcu 1847. Nazwa pochodzi z języka Nahuatl.

## Współpraca
Miejscowość partnerska:
- Jette, Belgia